# 佐賀県立唐津特別支援学校
佐賀県立唐津特別支援学校（さがけんりつ からつとくべつしえんがっこう）は、佐賀県唐津市山本にある県立特別支援学校。知的障害児と肢体不自由児を対象にした特別支援教育を行っている。

## 概要
歴史
2001年（平成13年）に「佐賀県立北部養護学校」として開校。現校名に改称したのは2011年（平成23年）。2021年（令和3年）に創立20周年を迎えた。
学科
- 小学部
- 中学部
- 高等部

分校
- 好学舎分校

校訓
「明るく元気に、心豊かに、たくましく」
校章
創立時の校名（北部養護学校）にちなみ、中央に「北」の文字を置いている。
校歌
歌詞は3番まであり、校名は登場しない。

## 沿革
- 2000年（平成12年）
  - 4月1日 - 開校準備室を設置。
  - 10月5日 - 校名が決定。
- 2001年（平成13年）
  - 4月1日 - 「佐賀県立北部養護学校」として開校。小学部・中学部・高等部を設置。
  - 5月31日 - 開校式を挙行。
- 2011年（平成23年）4月1日 - 「佐賀県立唐津特別支援学校」（現校名）に改称。

## 交通
最寄りの鉄道駅
- JR九州 唐津線・筑肥線「山本駅」

最寄りのバス停
- 昭和自動車（昭和バス）「山本」・「唐津特別支援学校前」バス停

最寄りの国道・県道
- 国道203号（唐津街道）「唐津市山本」交差点

## 周辺
- 松浦川
- 唐津自動車学校
- 国土交通省佐賀国道事務所唐津維持主張所
- JAからつ
  - 山本選果場
  - 唐津中央営農センター
  - カントリーエレベーター
- からつ医療福祉センター